# Bouteloua disticha
Bouteloua disticha là một loài thực vật có hoa trong họ Hòa thảo. Loài này được (Kunth) Benth. mô tả khoa học đầu tiên năm 1881.